# 上川中継局
上川中継局（かみかわちゅうけいきょく）は、北海道上川郡上川町越路にある中継局。

## 概要
- 上川町越路の江差牛山に設置されている。

## 中継局

### 地上デジタルテレビジョン放送送信設備
| リモコン キーID | 放送局名             | 物理 チャンネル | 空中線 電力 | ERP   | 放送対象地域                         | 放送区域 内世帯数 | 偏波面   | 開局日          |
| --------------- | -------------------- | --------------- | ----------- | ----- | ------------------------------------ | ----------------- | -------- | --------------- |
| 1               | HBC 北海道放送       | 29              | 5W          | 18.5W | 北海道                               | 約2,300世帯       | 水平偏波 | 2009年 11月20日 |
| 2               | NHK 旭川教育         | 20              | 5W          | 26W   | 全国                                 | 約2,300世帯       | 水平偏波 | 2008年 10月1日  |
| 3               | NHK 旭川総合         | 31              | 5W          | 25W   | 道北圏 （上川・留萌・ 宗谷・北空知） | 約2,300世帯       | 水平偏波 | 2008年 10月1日  |
| 5               | STV 札幌テレビ放送   | 32              | 5W          | 18W   | 北海道                               | 約2,300世帯       | 水平偏波 | 2009年 11月20日 |
| 6               | HTB 北海道テレビ放送 | 22              | 5W          | 19W   | 北海道                               | 約2,300世帯       | 水平偏波 | 2009年 11月20日 |
| 7               | TVh テレビ北海道     | 30              | 5W          | 19W   | 北海道                               | 約1,970世帯       | 水平偏波 | 2013年 11月1日  |
| 8               | UHB 北海道文化放送   | 24              | 5W          | 18W   | 北海道                               | 約2,300世帯       | 水平偏波 | 2009年 11月20日 |

### 地上アナログテレビジョン放送送信設備
| チャンネル      | 放送局名             | 空中線電力         | ERP                | 放送対象地域                       | 放送区域 内世帯数 | 偏波面       |
| --------------- | -------------------- | ------------------ | ------------------ | ---------------------------------- | ----------------- | ------------ |
| 1               | HBC 北海道放送       | 映像30W/ 音声7.5W  | 映像53W/ 音声13.5W | 北海道                             | 不明              | 水平偏波     |
| 3               | NHK 旭川総合         | 映像30W/ 音声7.5W  | 映像53W/ 音声13.5W | 道北圏 （上川・留萌・ 宗谷・空知） | 不明              | 水平偏波     |
| 5               | NHK 旭川教育         | 映像30W/ 音声7.5W  | 映像50W/ 音声12.5W | 全国                               | 不明              | 水平偏波     |
| 10              | HTB 北海道テレビ放送 | 映像30W/ 音声7.5W  | 映像53W/ 音声13W   | 北海道                             | 不明              | 水平偏波     |
| 12              | STV 札幌テレビ放送   | 映像30W/ 音声7.5W  | 映像53W/ 音声13.5W | 北海道                             | 不明              | 水平偏波     |
| 27              | UHB 北海道文化放送   | 映像50W/ 音声12.5W | 映像250W/ 音声63W  | 北海道                             | 不明              | 水平偏波     |
| 35 （割当のみ） | TVh テレビ北海道     | （開局せず）       | （開局せず）       | （開局せず）                       | （開局せず）      | （開局せず） |

- 地上デジタル放送は、NHK旭川放送局が2008年10月1日に、民放がTVhを除いて2009年11月20日に開局。
- TVh（アナログ）はチャンネルの割り当て（35ch）がなされていたものの、デジタル放送移行によるアナログ局建設凍結により、アナログ局は開局しないまま2011年7月24日をもってアナログ放送を終了し、35chは受信元の中継局であるHTB和寒中継局のデジタルテレビの送信チャンネルとして使用している。デジタル局も2013年8月7日に予備免許が交付され、11月1日に開局した（割り当てch、デジタル30ch）[1]。なお、受信元となる和寒中継局は2012年10月30日に開局した。上川町と愛別町の各一部地域では、上川中継局開局前に既に開局していた旭川送信所を受信していた世帯もある。

## FMラジオ放送
| 周波数 （MHz） | 放送局名   | 空中線 電力 | ERP   | 放送対象地域                         | 放送区域 内世帯数 | 偏波面   | 開局日          |
| -------------- | ---------- | ----------- | ----- | ------------------------------------ | ----------------- | -------- | --------------- |
| 84.5           | NHK 旭川FM | 10W         | 16.5W | 道北圏 （上川・留萌・ 宗谷・北空知） | 不明              | 水平偏波 | 1969年 10月20日 |

- 在札FM局であるAIR-G'、NORTH WAVEは、当地に中継局を置いていないが、旭川送信所を受信可能な場合がある。

## 備考

### 放送エリア
- 上川町全域および愛別町愛山地区[2]。
- しかし、層雲峡温泉地区は層雲峡の峡谷による断崖絶壁が非常に多く、個別でのアンテナによる地上波放送の直接受信は困難であるため、この地域で地上波テレビ放送を見るには地域住民によるテレビ組合に加入する必要がある。そのテレビ組合によるケーブル（アナログでは同軸ケーブルを使用しているが、デジタルでは光ケーブルを使用している）での共聴施設を通じて視聴しているが、上川町のどこを受信点にしているかは不明である。
- 上川町と北見市をまたぐ石北峠では、テレビ・FMは上川中継局・旭川送信所がともに受信できないため、網走送信所を受信する（AMは旭川送信所も受信できる）。
- AMラジオは、当地に中継局を設置していないが、上川中継局のエリア及び層雲峡温泉地区においては旭川送信所・札幌送信所・網走送信所のいずれかが受信できる。

### 受信元の中継局
- 本来は全局とも出力が非常に高い旭川送信所をダイレクトに受信すべきであるが、地形的問題からテレビは和寒中継局を受信（和寒中継局のUHF送信アンテナは北方向に指向性を持たせているため、和寒中継局鉄塔に付けられているグリッドパラボラアンテナを使用し上川中継局に伝送している）し、FMラジオは名寄中継局を受信している。

### アナログテレビの特徴
- HBC、NHK総合、UHBは札幌送信所と同じチャンネル。
- HTBはキー局のテレビ朝日（アナログ）と同じチャンネル（ただし、テレビ朝日よりも+10kHzオフセットである）。